# Бєбжанський національний парк
Бєбжанський національний парк (пол. Biebrzański Park Narodowy) — є національним парком в Підляському воєводстві на північному сході Підляшшя, розташований уздовж річки Бєбжа. Офіс (штаб-квартира) парку знаходиться в місті Осовець-Фортеця, гміна Гоньондз.

## Історія
Найбільший з 23  національних парків  Польщі, Бєбжанський національний парк був створений 9 вересня 1993 р з метою охорони найкраще збережених торфових боліт Європи. Його загальна площа складає 592,23 км², з них лісами покрито 155,47 км², полями і луками — 181,82 км² і знаменитими Бєбжанськими болотами — 254,94 км².

## Флора
Однією з характерних флористичних особливостей парку є домінування ялини та висока частка бореальних видів і льодовикових реліктів: береза низька, куничник прямий, осока тонкокореневищна, осока пажитницева, водянка чорна, багно звичайне, журавлина болотяна, шолудивник королівський, товстянка звичайна, синюха блакитна, верба лапландська, ломикамінь болотний, бешишниця звичайна пухівочка альпійська, буяхи.
У парку налічується понад 900 видів судинних рослин, з них 45 занесені до «Червоного списку судинних рослин, що перебувають під загрозою зникнення в Польщі». До найрідкісніших видів належать: селезінник зелений, хвощ рябий, баранець звичайний, росичка англійська, щитолисник звичайний, блошниця звичайна, вовчок фіолетовий, бешишниця звичайна, рябчик шаховий, півники безлисті, а також 20 видів орхідей включно з найбільшою у Польщі популяцією зозулиних черевичків справжніх. 

## Фауна
На території Бєбжанського національного парку зустрічаються 49 видів ссавців, 271 вид птахів, 36 — риб, 12 — плазунів, 5 — земноводних. Безхребетні репрезентовані понад 700 видами комах, 448 — павуків, понад 500 видів жуків, 19 видів пиявок тощо.
Обширні болота, що затоплюються весняними паводковими водами Бебжі, протягом століть були майже недоступні для людини. Вони стали зручним місцем проживання для багатьох цікавих тварин. Тут мешкають рись, кілька родин вовків, численні видри та бобри. Кілька сотень лосів, які пережили тут період надмірного полювання, утворюють найбільшу популяцію в країні. Однак Бебжанські болота відомі насамперед як рай для птахів. Тут зареєстровано понад 280 видів птахів, у тому числі багато рідкісних видів, які в інших місцях є вимираючими, наприклад, підорлик великий, баранець великий, тетерук євразійський, очеретянка прудка.
Бебржанські болота є домівкою для багатьох видів водоплавних птахів. Тут є ізольовані місця гніздування бореальних видів, а також видів, географічний ареал яких зосереджений у тайговій і тундровій зонах. Крім того, басейн річки Бебржа має велике значення для багатьох видів птахів, які тут годуються і відпочивають під час щорічних міграцій. Для куликів, які потребують великих водно-болотних угідь, Бебржа є одним з найважливіших притулків у Центральній Європі.
Символом парку є брижач, якого називають чудернацьким птахом через оригінальне та унікальне оперення самців у шлюбний період. Тут також гніздяться баранець малий, звичайний, кульон великий, побережник чорногрудий, журавель сірий, крячок білокрилий та білощокий.

## Фотогалерея

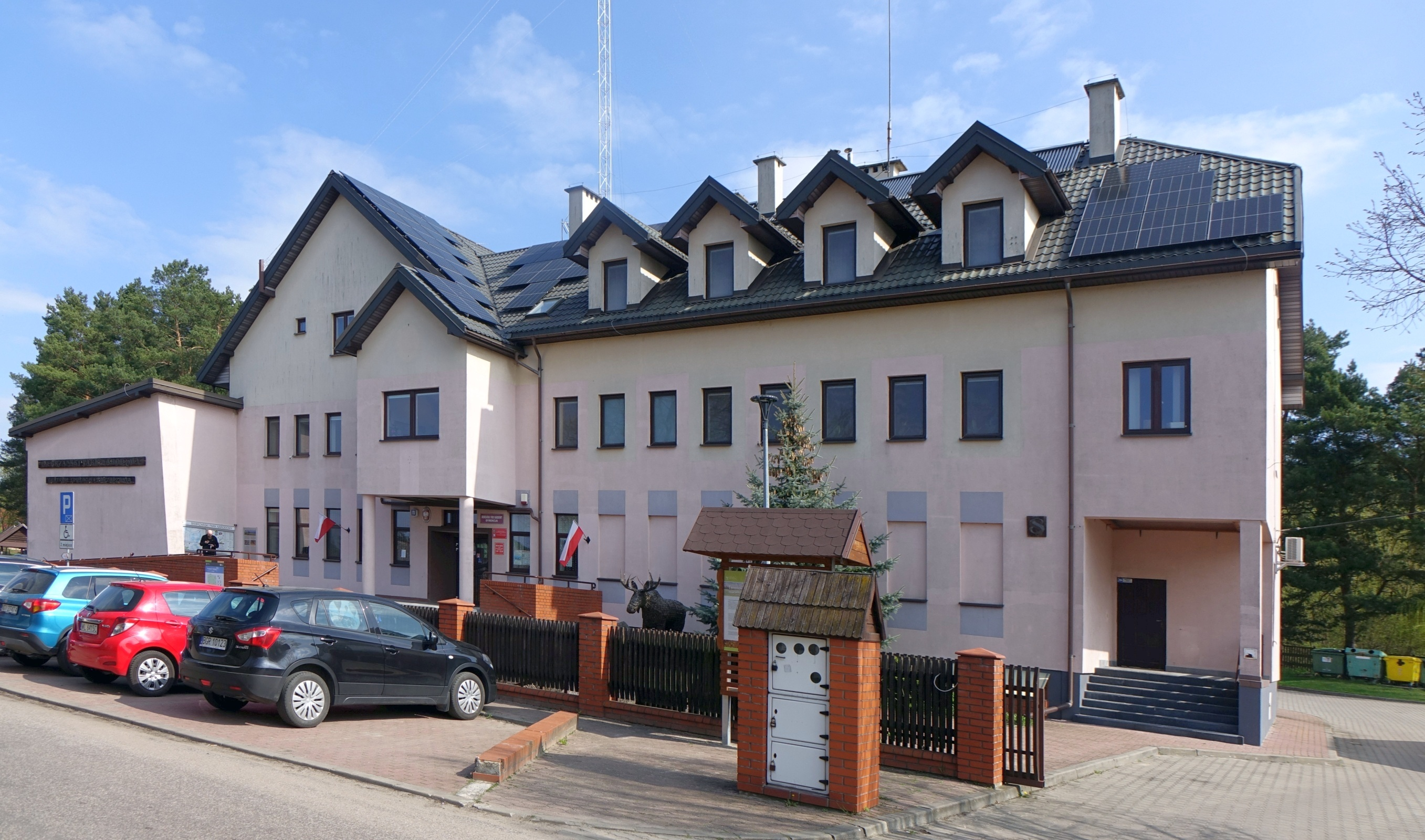
Штаб-квартира нацпарку
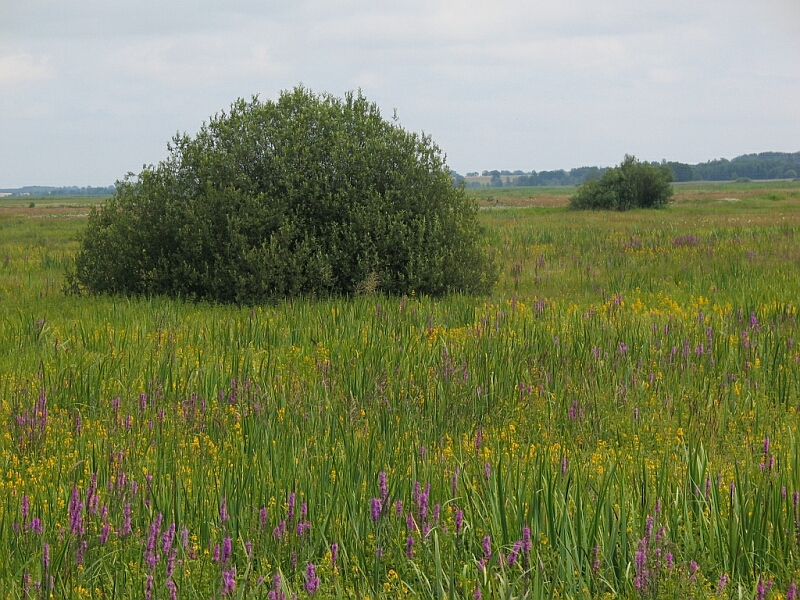
Луки понад Бєбжою
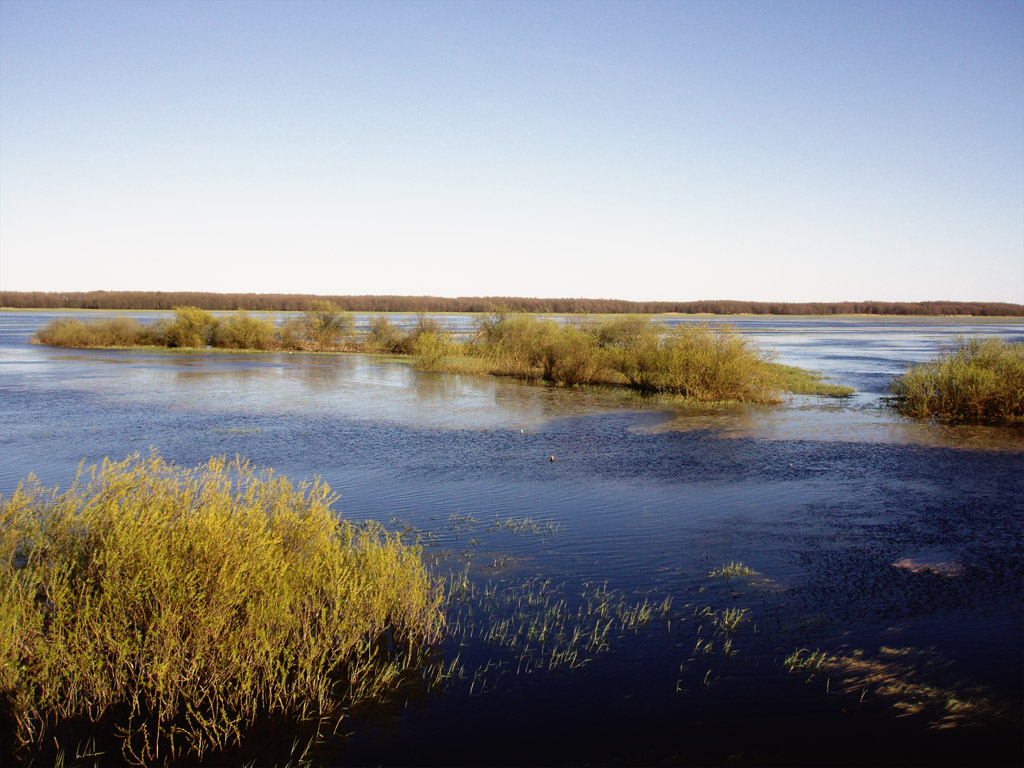
Паводок на Бєбжі поблизу Бжостова
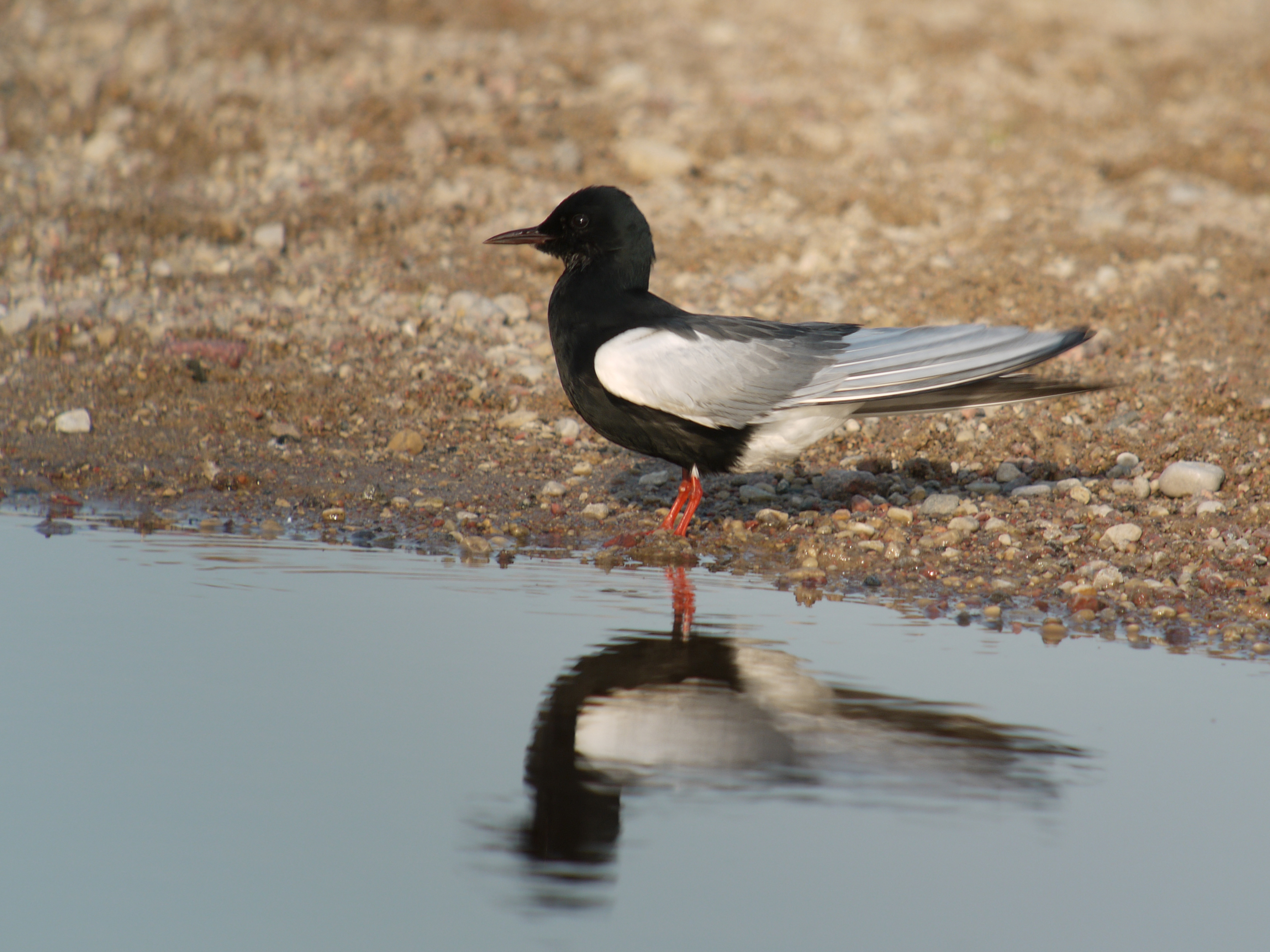
Крячок білокрилий (Chlidonias leucopterus)
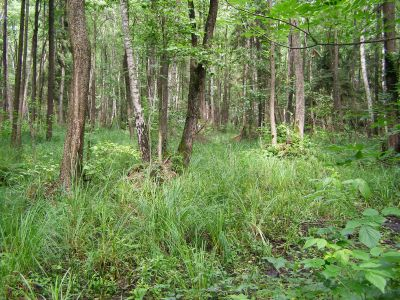
Частина Парку - «Червоне багно»